# Slania
Slania je druhé studiové album švýcarské folkmetalové skupiny Eluveitie. Bylo vydáno 15. února 2008 prostřednictvím Nuclear Blast.

## Seznam skladeb
| Pořadí         | Název                    | Autor                 | Délka |
| -------------- | ------------------------ | --------------------- | ----- |
| 1.             | Samon                    | Glanzmann             | 1:49  |
| 2.             | Primordial Breath        | Glanzmann, S. Kiener  | 4:19  |
| 3.             | Inis Mona                | Glanzmann             | 4:09  |
| 4.             | Gray Sublime Archon      | Glanzmann             | 4:21  |
| 5.             | Anagantios               | Glanzmann             | 3:25  |
| 6.             | Bloodstained Ground      | Glanzmann             | 3:20  |
| 7.             | The Somber Lay           | Glanzmann             | 4:00  |
| 8.             | Slania's Song            | Glanzmann, D. Stifter | 5:40  |
| 9.             | Giamonios                | Glanzmann             | 1:23  |
| 10.            | Tarvos                   | Glanzmann             | 4:39  |
| 11.            | Calling the Rain         | Glanzmann             | 5:06  |
| 12.            | Elembivos                | Glanzmann             | 6:31  |
| 13.            | Samon (acoustic version) | Glanzmann             | 1:26  |
| Celková délka: | Celková délka:           | Celková délka:        | 50:08 |